# Fussballclub Birsfelden
Il Fussballclub Birsfelden, meglio noto come Birsfelden, è una società calcistica svizzera con sede nella città di Birsfelden nel canton Basilea Campagna, nel distretto di Arlesheim. La sua fondazione risale al 1921. Milita nel campionato di Terza Lega nord-est, primo gruppo (FVNWS).

## Storia
La società è stata fondata il primo giugno 1921. Nel 1937 la squadra raggiunge la promozione in Prima Lega 1938-1939, restando nella categoria fino alla stagione 1943-1944.

## Colori e simboli

### Colori
Il colore della maglia del Fussballclub Birsfelden è il blu con bordi bianchi.

### Simboli ufficiali

#### Stemma
Il simbolo del Fussballclub Birsfelden è composto da un triangolo bicolore bianco-blu con la scritta "FC Birsfelden".

## Strutture

### Stadio
Il Birsfelden gioca le partite casalinghe nello Sportplatz Sternenfeld con capienza di 9 400 posti.

### Centro di allenamento
Il FC Birsfelden svolge le sue sedute di allenamento nelle Installazioni sportive dello Sportplatz Sternenfeld.